# Erica, Nicole y Jaclyn Dahm
Erica, Nicole y Jaclyn Dahm (12 de diciembre de 1977) son trillizas idénticas que fueron playmates en el número de diciembre de 1998 de la revista Playboy.
Fueron las segundas trillizas que aparecieron en la edición estadounidense de Playboy tras “El trío de Río”, las trillizas brasileñas que aparecieron en el número de noviembre de 1993. Las hermanas Dahm aparecieron varias veces en Playboy, pero en una sola portada, la de edición australiana de Playboy de junio de 1999.
Las trillizas crecieron en Jordan, Minnesota y asistieron a la escuela pública Jordan's, y más tarde a la Universidad de Minnesota.
El trío apareció en el espectáculo Boy Meets World en 1999 y en el reality show de la cadena Fox Renovate My Family, presentado por Jay McGraw.
El 26 de agosto de 2005 Erica se comprometió con Jay McGraw, hijo de Phil McGraw, conocido por su personaje “Dr. Phil” en televisión, y se casaron el 12 de agosto de 2006. Tuvieron una hija, nacida en marzo de 2010, y un hijo, nacido en agosto de 2011.

## Apariciones enPlayboySpecial Editions
- Playboy's Playmate Review, Vol. 15, agosto de 1999; pp 86–93
- Playboy's Girlfriends, septiembre de 1999; pp 82–85
- Playboy's College Girls, noviembre de 2000
- Playboy's Nude Playmates, abril de 2001; pp 70–71
- Playboy's Girls of Summer, mayo de 2001
- Playboy's Playmates in Bed, Vol. 5, noviembre de 2001